# 澤村宗之助 (2代目)
二代目 澤村 宗之助（、1918年〈大正7年〉7月1日 - 1978年〈昭和53年〉11月3日）は、歌舞伎俳優。沢村宗之助とも表記。本名は伊藤恵之助。旧芸名は澤村恵之助。東京府東京市浅草区（現東京都台東区浅草）出身。

## 経歴
初代澤村宗之助の長男として生まれる。弟は俳優の伊藤雄之助と初代澤村昌之助（伊藤敞之肋、澤村敞之肋、伊藤寿章）。
1922年帝国劇場で初舞台。1924年帝劇で二代目を襲名。1932年沢村兄弟プロを設立。1934年に弟二人と共に東宝劇団に参加。1954年に東宝と契約して映画俳優となり、多くの映画に出演した。
1978年11月3日14時40分、尿崩症の為、兵庫県尼崎市の兵庫県立塚口病院で死去。60歳没。

## 出演作品

### 映画
- 晩菊（1954年、東宝） - 中田仙太郎 役
- 透明人間（1954年、東宝） - 野村代議士 役[1][2]
- 夫婦善哉（1955年、東宝） - 儀平 役
- ゴジラの逆襲（1955年、東宝） - 芝木信吾 役[1][3]
- 与太者と若旦那（1956年、東宝）
- 五十年目の浮気（1956年、宝塚映画） - 平一 役
- 阿波おどり 鳴門の海賊（1957年、東映京都） - 権蔵 役
- 快傑黒頭巾（1958年）赤鬼の権太役
- 心太助シリーズ（東映京都）
  - 一心太助 天下の一大事（1958年） - 為吉 役
  - 一心太助 男の中の男一匹（1959年） - 伴蔵 役
- 江戸っ子判官とふり袖小僧（1959年、東映京都） - 四谷の藤兵ヱ 役
- 富士に立つ若武者（1961年、東映京都） - 佐々木定綱 役
- 赤穂浪士（1961年、東映京都） - 小野寺十内 役
- 旗本退屈男 謎の珊瑚屋敷（1962年、東映京都）
- 座頭市シリーズ（大映京都）
  - 続・座頭市物語（1962年） - 関の勘兵衛 役
  - 座頭市喧嘩旅（1963年） - 下妻の藤兵ヱ 役
  - 座頭市二段斬り（1965年） - 錣山の辰五郎 役
- 宮本武蔵 一乗寺の決斗（1964年、東映京都） - 僧 役
- 無宿者 (1964年)
- 銭形平次（1967年、東映京都） - 上州屋徳右街門 役
- 続やくざ坊主（1968年、大映京都）

### テレビドラマ
- 三匹の侍 第2シリーズ第13話「品川初春」（1965年、CX）
- 素浪人 月影兵庫 第1シリーズ 第25話「怒り虫は笑っていた」（1966年、NTV/東映） - 宇川甚十郎 役
- 銭形平次 （CX/東映）
  - 第26話「母恋い星」（1966年） - 石井平四郎 役
  - 第76話「月に飛ぶ雁」（1967年） - 周防屋久兵衛 役
  - 第585話「船宿の女たち」（1977年）
- 特別機動捜査隊 （NET/東映）
  - 第318話「怪奇の家」（1967年）
  - 第364話「女でない女」（1968年） - 横田 役
  - 第463話「黒い遺言状」（1970年） - 岩田 役
- てなもんや三度笠 第263話「甲斐の猿橋」（1967年、ABC） - 金子市之丞 役
- 五人の野武士 第11話「少年ゲンと野武士」（1968年、NTV/三船プロ）
- 日本任侠伝 （1969年、NET/東映）
  - 「国定忠治」
  - 「伊那の勘太郎」
- 女殺し屋 花笠お竜 第9話「女が燃えれば鈴が鳴る」（1969年、12CH/国際放映）
- 水戸黄門
  - 第2部 第12話「黒い誓約書 - 久保田」（1970年） - 梅田屋甚兵衛 役
  - 第3部 第22話「消えた姫君 - 下関」（1971年） - 太田黒将監 役
  - 第4部
    - 第10話「あの紅が憎い - 天童」（1973年）- 日野屋嘉兵衛 役
    - 第30話「仇討無用 - 日光」（1973年） - 牛追い権九郎 役

  - 第7部 第1話「水戸から消えた黄門様 - 水戸・白河」（1976年） - 白坂屋藤五郎 役
  - 第8部 第19話「人情灘の生一本 - 兵庫」（1977年） - 但島屋重兵衛 役
  - 第9部 第3話「狐が唄った相馬盆唄 - 相馬」（1978年） - 岩上主水 役
- 五番目の刑事 第17話「ニャロメ鳥が見ていた」（1970年、NET/東映） - 桜木 役
- 人形佐七捕物帳 第10話「怪談・変幻地獄」（1971年、NET/東宝） - 佐伯頼母 役
- 遠山の金さん捕物帳 （NET/東映）
  - 第11話「若様を消す女」（1970年） - 酒井八芳斎 役
  - 第156話「剃刀と呼ばれた男」（1973年） - 黒不動の五郎蔵 役
- おらんだ左近事件帖 第19話「お江戸の恋の物語」（1972年、CX/東宝）
- 必殺シリーズ（ABC / 松竹）
  - 必殺仕置人 第20話「狙う女暗が裂く」（1973年） - 和泉屋 役
  - 必殺必中仕事屋稼業 第14話「招かれて勝負」（1975年） - 上総屋久右衛門 役
  - 必殺仕業人 第6話「あんたこの裏切りどう思う」（1976年） - 浜田屋 役
- 大江戸捜査網 （12CH/日活→三船プロ）
  - 第1シリーズ第30話「涙の初恋武士道」（1971年）
  - 　第2シリーズ第18話「女隠密故郷に帰る」（1972年） - 上州屋 役
  - 第3シリーズ第28話「怪盗組織に潜入せよ!」（1974年） - 三國屋 役
- 新十郎捕物帖・快刀乱麻 第19話「鳥と鳥とをとりちがえ」（1974年、ABC）
- 伝七捕物帳 第42話「殺しを呼ぶ富札」（1974年、NTV）- 富田屋 役
- 江戸を斬るII 第6話「濡れ鼠河内山宗春」（1975年、TBS/C.A.L.） - 越後屋六右衛門 役